# Calle Westergren
Karl Oskar "Calle" Westergren, född 13 oktober 1895 i Caroli församling i Malmö, död 5 augusti 1958, var en svensk brottare. Han representerade föreningarna GAK Enighet och IK Sparta.
Calle var känd för sina stora framgångar på brottarmattan och som en frispråkig individualist och citatmaskin. Minnet av Westergren är bevarat på Malmöidrottens Walk of Fame samt att Calles plats på Kirseberg är uppkallad efter honom.

## Karriär
Westergren började brottas 1911 i GAK Enighet, detta trots att han var uppväxt i stadsdelen Kirseberg i Malmö som brottningsmässigt var IK Sparta-land. Först 1918 övertalade hans båda äldre bröder honom att byta över till Sparta där de redan var aktiva.
Utöver tre OS-guld vann hann ett VM-guld, tre EM-guld och 13 SM-guld.
Westergren är känd som den enda brottaren i OS-historien som vunnit OS-guld i tre olika viktklasser. Hade han inte först lämnat och sedan ångrat sig som hand gjorde vid tävlingen i OS 1928 hade det kunna vara fyra OS-guld. Guldet 1928 i lätt tungvikt grekisk-romersk stil vanns av Ibrahim Mustafa från Egypten. Det var en motståndare Westergren brukade bolla med. Kalle lämnade turneringen efter att han tyckte sig blivit bortdömd i första matchen mot finländaren Olli Pellinen.
1934 valde han att bli professionell brottare. Han deltog dock som sådan bara i ett fåtal matcher.

### Övrigt
Under karriären försörjde Westergren sig inom åkeribranschen och som duvuppfödare. Hans mångsidighet tog honom även till en roll i en operett på Hippodromteatern i Malmö och som spexare i en karneval i Lund. 

## Meriter och utmärkelser
- 3 OS-guld 1920, 1924 och 1932
- 1 VM-guld 1922
- 3 EM-guld 1925, 1930 och 1931
- 13 SM-guld
- Malmöidrottens Walk of Fame 2009
- Internationella Brottningsförbundets Hall of Fame 2003